# دانیله گابریل
دانیله گابریل (انگلیسی: Daniele Gabriele؛ زادهٔ ۱۶ دسامبر ۱۹۹۴) بازیکن فوتبال اهل ایتالیا است.
از باشگاه‌هایی که در آن بازی کرده‌است می‌توان به باشگاه فوتبال اشتوتگارت اشاره کرد.